# Rudolf Ericson
Rudolf Ericson (6. listopadu 1872 – 20. srpna 1937) byl švédský rychlobruslař.
Závodil od roku 1891, prvních mezinárodních závodů ve Stockholmu se zúčastnil o rok později. V roce 1893 startoval na prvních oficiálních šampionátech: nejprve na Mistrovství světa v Amsterdamu a o týden později na berlínském Mistrovství Evropy, kde dosáhl největšího úspěchu své kariéry – získal zde titul prvního kontinentálního šampiona. Poslední start absolvoval v únoru 1893 v závodě ve Stockholmu, kde vyhrál víceboj.